# Aquificota
Aquificota, dříve Aquificae, je menší kmen gramnegativních bakterií, jehož zástupci se vyskytují v tvrdých podmínkách, jako jsou vřídla, sirné nádrže či hlubokomořské komíny (prostředí jinak typické pro archea). V horkých pramenech je to dominantní skupina bakterií. Typovým rodem je Aquifex.
Aquificae jsou autotrofové, konkrétně chemolitoautotrofové. Energii získávají oxidací vodíku.

## Rody
Do kmene Aquificota můžeme řadit např. tyto rody:
- Aquifex
- Calderobacterium
- Hydrogenobacter
- Thermocrinis

Fylogeneze a evoluční původ tohoto kmene je však stále nejistý. Podle Cavalier-Smithe jsou ve skutečnosti jednou ze skupin uvnitř proteobakterií.